# Ángel Luis Almeida Sosa
Ángel Luis Almeida Sosa, (nascut el 2 d'agost de 1972 a Las Palmas de Gran Canaria, Illes Canàries i mort el 29 de juliol de 1997 a Lisboa, Portugal) va ser un jugador de bàsquet espanyol. Amb 2.15 d'alçada, el seu lloc natural en la pista era el de pivot. Pertanyent al Portugal Telecom, va morir en un entrenament de pretemporada d'una fallada cardíaca quan era a punt de complir 25 anys.

## Trajectòria
- Salesianos Las Palmas. Categories inferiors.
- FC Barcelona. Categories inferiors.
- 1990-92 FC Barcelona. (Juga partits amb el primer equip)
- 1992-93 C.B. Cornellà.
- 1992-93 FC Barcelona. (Juga partits amb el primer equip)
- 1993-95 Càceres CB
- 1995-96 CB Sevilla.
- 1996-97 Lliga de Portugal. Portugal Telecom.

## Palmarès
- 1989-90 Campionat d'Espanya Juvenil. FC Barcelona. Campió.
- 1990 Eurobasket Junior. Selecció d'Espanya. Groningen. Medalla de Bronze.
- 1990-91 Copa del Rei. FC Barcelona. Campió.
- 1991-92 Campionat d'Espanya Junior. FC Barcelona. Campió.
- 1994 Eurobasket sub-22. Selecció d'Espanya. Ljubljana. Medalla de Bronze.